# Aucula
Aucula är ett släkte av fjärilar. Aucula ingår i familjen nattflyn.

## Dottertaxa tillAucula, i alfabetisk ordning[1]
- Aucula albirubra
- Aucula azecsa
- Aucula buprasium
- Aucula byla
- Aucula ceva
- Aucula dita
- Aucula dolens
- Aucula exiva
- Aucula fernandezi
- Aucula fona
- Aucula franclemonti
- Aucula gura
- Aucula hilzingeri
- Aucula hipia
- Aucula ivia
- Aucula jenia
- Aucula josioides
- Aucula kimsa
- Aucula lolua
- Aucula magnifica
- Aucula munroei
- Aucula nakia
- Aucula otasa
- Aucula picta
- Aucula psejoa
- Aucula schausi
- Aucula sonura
- Aucula tricuspis
- Aucula trita
- Aucula tusora
- Aucula usara